# Avetik Isahakjan

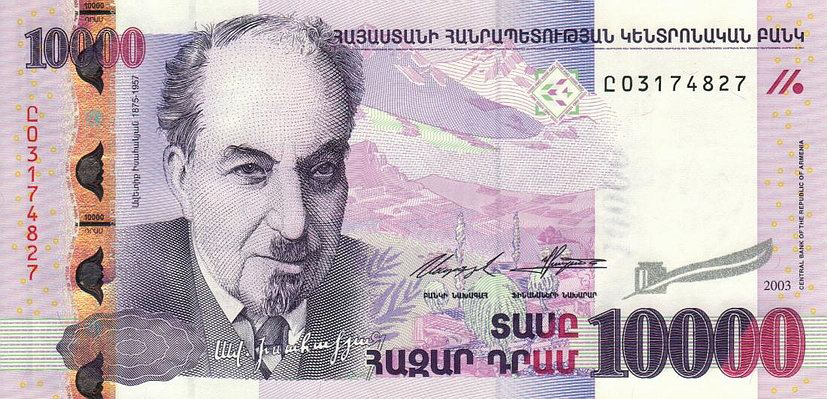
Avetik Isahakjan na desetitisícidramové bankovce

Avetik Isahakjan, arménsky Ավետիք Իսահակյան (19. říjen 1875, Gjumri – 17. říjen 1957, Jerevan) byl arménský básník. Pro vlastenecký obsah řady jeho veršů je v Arménii považován za národního básníka. Mnoho jeho veršů bylo zhudebněno a tyto písně nezřídka zlidověly.

## Život
V letech 1889-1892 studoval na Kevorkianově semináři v Ečmiadzinu. Poprvé publikoval v roce 1892. O čtyři roky později byl zatčen za proticarskou aktivitu a poslán do vyhnanství do Oděsy. V roce 1897 vydal první sbírku veršů, které charakterizoval lyrismus, emocionalita, muzikálnost, smutek a vlastenectví.
Znovu byl zatčen v roce 1908. Během let 1909-1911 napsal dlouhou filozofickou báseň Abul-Ala-Mahari popisující střet silného jedince s "krvežíznivou silou" zákona, soudů a morálky. Báseň byla cenzurou zakázána. Protože se tlak carského režimu na něj stupňoval, roku 1911 emigroval. V exilu se jeho poezie epizovala, napsal též sbírku orientálních legend, pracoval i na románu Usta Karo, který však nikdy nedokončil.
Během první světové války napsal historickou baladu Naši předkové (1917), oslavu nesmrtelnosti arménského národa. Roku 1926 se rozhodl vrátit se Arménie, tehdy již součásti Sovětského svazu. Roku 1930 znovu odešel do zahraničí, působil v Paříži. V roce 1936 se nadobro vrátil do Arménie.
Během Velké vlastenecké války (1941-1945) skládal vlastenecké a burcující verše, za něž roku 1946 obdržel Státní cenu SSSR. Od roku 1943 byl akademikem Akademie věd arménské SSR. V letech 1946-1957 pak působil jako předseda arménského Svazu spisovatelů.
Jeho portrét dnes zdobí arménskou bankovku v hodnotě 10 000 dramů.
Jeho dílu se v českých zemích věnovala armenoložka Ludmila Motalová.